# 瑞穗町 (京都府)
瑞穗町（日语：〔〕／ Mizuho chō */?）是過去曾經存於京都府中部的行政區劃；已於2005年10月11日与丹波町、和知町合并为京丹波町。

## 歷史
在江戶時代瑞穗町轄區大多屬於幕府旗本的領地，另有部分區域分屬丹波龜山藩、園部藩、篠山藩、鶴牧藩。明治維新後，先後分屬久美濱縣、龜山縣、園部縣、篠山縣、鶴牧縣，直到1871年才全數整併到京都府內。
1889年實施町村制，瑞穗町轄區在當時分屬{質美村、檜山村、梅田村、三之宮村共4個行政區劃，在1950年代的昭和大合併中，四個行政區劃先於1951年被整併為瑞穗村，四年後改制為瑞穗町。21世紀初的平成大合併中，瑞穗町與丹波町、和知町於2005年再次被合併為京丹波町。

### 變遷表
| 1889年4月1日 | 1889年 - 1926年      | 1926年 - 1944年      | 1945年 - 1954年         | 1955年 - 1989年     | 1989年 - 现在           | 現在                    |
| ------------ | -------------------- | -------------------- | ----------------------- | ------------------- | ----------------------- | ----------------------- |
| 竹野村       | 竹野村               | 竹野村               | 1951年4月1日 併入須知町 | 1955年4月1日 丹波町 | 2005年10月11日 京丹波町 | 2005年10月11日 京丹波町 |
| 須知村       | 1901年7月19日 須知町 | 1901年7月19日 須知町 | 1901年7月19日 須知町    | 1955年4月1日 丹波町 | 2005年10月11日 京丹波町 | 2005年10月11日 京丹波町 |
| 高原村       |                      |                      |                         | 1955年4月1日 丹波町 | 2005年10月11日 京丹波町 | 2005年10月11日 京丹波町 |
| 質美村       | 質美村               | 質美村               | 1951年4月1日 瑞穗村     | 1955年4月1日 瑞穗町 | 2005年10月11日 京丹波町 | 2005年10月11日 京丹波町 |
| 檜山村       |                      |                      | 1951年4月1日 瑞穗村     | 1955年4月1日 瑞穗町 | 2005年10月11日 京丹波町 | 2005年10月11日 京丹波町 |
| 梅田村       |                      |                      | 1951年4月1日 瑞穗村     | 1955年4月1日 瑞穗町 | 2005年10月11日 京丹波町 | 2005年10月11日 京丹波町 |
| 三之宮村     |                      |                      | 1951年4月1日 瑞穗村     | 1955年4月1日 瑞穗町 | 2005年10月11日 京丹波町 | 2005年10月11日 京丹波町 |
| 上和知村     | 上和知村             | 上和知村             | 上和知村                | 1955年4月1日 和知町 | 2005年10月11日 京丹波町 | 2005年10月11日 京丹波町 |
| 下和知村     |                      |                      |                         | 1955年4月1日 和知町 | 2005年10月11日 京丹波町 | 2005年10月11日 京丹波町 |